# Annibale Ninchi
Annibale Ninchi (Bologna, 20 de novembro de 1887 – Pesaro, 15 de janeiro de 1967) foi um ator, dramaturgo e professor italiano.

## Biografia
Ninchi nasceu em Bolonha, em 20 de novembro de 1887, filho de Arnaldo e Lidia Bedetti; seu pai Arnaldo, de origem Ancona, era um coronel.
Em 1903 ele se matriculou em Florença na Escola Real de Atuação Tommaso Salvini, dirigida por Luigi Rasi. Annibale Ninchi foi o primeiro de muitos atores da família Ninchi; entre eles, seu irmão Carlo Ninchi e a filha de seu primo Ave Ninchi.
Em 22 de janeiro de 1910 ele foi iniciado na Maçonaria na loja XI Settembre 1860, de Pesaro.
Seu primeiro papel como protagonista está em Scipione l'Africano, de Carmine Gallone (1937), em que seu irmão Carlo também desempenha um pequeno papel.
No início dos anos sessenta, Federico Fellini o escolheu para interpretar o pai de seu alter ego cinematográfico Marcello Mastroianni em duas de suas obras-primas: La dolce vita (1960, pai de Marcello) e 8½  (1963, pai de Guido).

## Atividade teatral
Em 1910, ele foi o primeiro ator jovem na companhia de Giacinta Pezzana e Flavio Andò. Entre 1911 e 1913, ingressou como o primeiro ator do teatro argentino em Roma. Entre 1914 e 1916, foi diretor artístico da "Companhia Dramática" de Roma.
Em 1919, ele foi gerente da empresa Ernesto Ferrero - Maria Letizia Celli; triunfa na parte de Glauco na obra de mesmo nome de EL Morselli. Nos anos seguintes, ele criou a Companhia Italiana de Drama Annibale Ninchi, da qual ele é o primeiro ator.
Em 1925, com sua própria empresa de turnê, ele interpreta Le cocù magnifique. O show é suspenso pelo governo fascista.

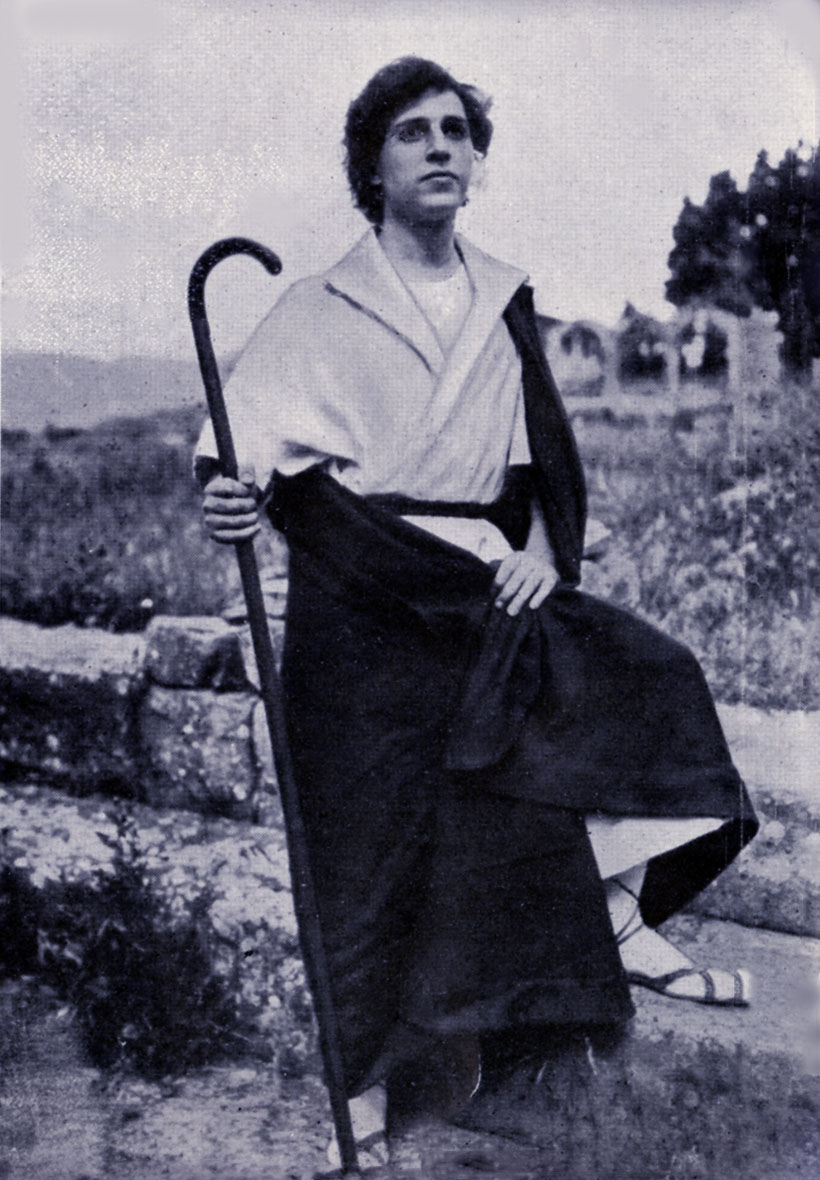
Annibale Ninchi em Aminta 1937

Em 1937, para a Companhia D'Annunzio, ele interpretou Aligi em A Filha de Iorio, de Gabriele D'Annunzio. No mesmo ano, para o Instituto de drama antigo de Siracusa, ele interpretou o Ciclope de Eurípides.
Em 1938, ele foi chefe da empresa na empresa Ninchi-Abba-Pilotto, associada a Maria Melato.
Em 1939, estrelou Il ventaglio de Carlo Goldoni, Aminta de Torquato Tasso, Ajax de Sofocle e Ecuba de Euripides.
Entre 1944 e 1945, ela interpreta o teatro Eliseo de Roma A guerra de Troia não será realizada por Jean Giraudoux. No mesmo ano, ele realizou as tragédias shakespearianas Othello, Hamlet, Macbeth e King Lear.
Nos anos seguintes ele se dedicará aos clássicos da dramaturgia grega. Nos anos de 1948 a 1950, ele supervisionou a direção artística do Instituto de teatro antigo de Siracusa e reinterpretou o Ciclope de Eurípides. Em 1953, ele interpretou Thyestes de Seneca na companhia de Vittorio Gassman. Em 1954, ele interpretou Prometeu Acorrentado por Ésquilo.
Entre 1955 e 1956, na companhia do Piccolo Teatro de Milão, ele recita o Processo de Jesus de Diego Fabbri.
No verão de 1956, ele estava no teatro romano em Ostia, com as nuvens de Aristófanes . Em Siracusa, ele recita no Electra de Sófocles.
Em 1965, em Nápoles ele era o "grande inquisidor" de George Bernard Shaw em Santa Giovanna. No mesmo ano, ele interpreta Corrupção no Palácio da Justiça de Diego Fabbri.
Em 1966, ele retornou a Siracusa para o Instituto de Drama Antigo e estrelou Antígona de Sófocles. No final do mesmo ano, ele se aposentou.

## Prosa e gravações de rádio
Para a rádio italiana, ele estrelou Waiting for Godot, de Samuel Beckett, cardeal Lambertini de Alfredo Testoni, O escárnio de Nino Berrini e muitas outras peças de teatro.
Nas rádios suíças, ele tocou as principais tragédias do teatro clássico grego.

## Escritor e professor
Annibale Ninchi escreveu numerosos textos teatrais e também um livro autobiográfico, Annibale Ninchi conta... (Páginas impertinentes de um clérigo errante). Neste livro Annibale Ninchi narra a vida dos atores no início dos anos 1900 nas empresas de turismo e sua experiência pessoal naqueles anos.
Ele ensinou por muitos anos na Academia Nacional de Arte Dramática "Silvio D'Amico" em Roma.

## Produção literária
- Caim (1922)
- As falhas dos outros (1922)
- Orfeu (1923-25)
- A outra verdade (1923-25)
- O poeta Malandrino, editora Alpes, 1929.
- Máscara de ouro (1931)
- Mirabeau (1934)
- Oficiais Brancos (1942)
- Annibale Ninchi conta. . . (Páginas impertinentes de um clérigo errante) Editora Nazzari e Ninchi, 1946, 297 pp.
- Um cavalheiro de cinza (1947)
- The Tribune in love, editor G. Casini, 1955.
- A Última Noite de Marlowe (1960)

## Colaborações com outros artistas
Como intérprete de teatro clássico, Annibale Ninchi mantém relações amistosas com os principais estudiosos de sua época: Ettore Romagnoli, Manara Valgimigli, Concept Marchesi. Ele também teve relações amigáveis com escritores como Fabio Tombari, Diego Fabbri, EL Morselli, Cesare Giulio Viola, Cesare Vico Ludovici, Anton Giulio Bragaglia, Anton Giulio Bragaglia, Vincenzo Errante e Marino Moretti.

## Atividade cinematográfica
Além dos filmes mudos perdidos que ele atuou, devemos lembrar as interpretações em filmes sonoros: ele estrelou as Flores de Ouro de Giovacchino Forzano, depois desempenhou o papel de Publio Cornelio Scipione no filme Scipione l'Africano, o primeiro sucesso de público italiano com áudio sonoro, dirigido por Carmine Gallone.
Ele também está presente em Adriana Lecouvreur, sob a direção de Guido Salvini, e até em dois filmes dirigidos por Federico Fellini, que reconhece nele a figura idealizada de seu pai: La dolce vita (1960) e 8½ (1963).
Ele também estrelou duas produções francesas de 1961: Que alegria viver por René Clément e Les grandes personnes por Jean Valère.

## Filmografia

### Cinema mudo
- Carmen, dirigido por Gerolamo Lo Savio (1909)
- Canção de ninar, dirigida por Guglielmo Zorzi (1914)
- O grito de inocência, dirigido por Augusto Genina (1914)
- La Gorgona, dirigido por Mario Caserini (1915)
- Os palhaços, dirigido por Francesco Bertolini (1915)
- L'ombra del sogno, dirigido por Rastignac (1917)
- A pequena fonte, dirigida por Roberto Leone Roberti (1917)
- Pastor Fido, dirigido por Telemaco Ruggeri (1918)
- Le mariage de Chiffon, dirigido por Alberto Carlo Lolli (1918)

### Cinema sonoro
- Flores douradas, dirigidas por Giovacchino Forzano (1935)
- Scipione l'Africano, dirigido por Carmine Gallone (1937)
- Adrienne Lecouvreur, dirigida por Marcel L'Herbier (1938)
- O diabo no convento, dirigido por Nunzio Malasomma (1950)
- Não há amor maior, dirigido por Giorgio Bianchi (1955)
- Adriana Lecouvreur, dirigida por Guido Salvini (1955)
- Papa Excellence, dirigido por Tat'jana Pavlovna Pavlova (1957)
- Medéia, dirigido por Claudio Fino (1957)
- Vento del Sud, dirigido por Enzo Provenzale (1959)
- La dolce vita, dirigido por Federico Fellini (1960)
- Desejos Proibidos ( Les Grandes Personnes ), dirigido por Jean Valère (1960)
- Constantino, o Grande, dirigido por Lionello De Felice (1960)
- Que alegria viver, dirigido por René Clément (1961)
- Naquela noite na praia, dirigido por Michel Boisrond (1961)
- Horace 62, dirigido por André Versini (1962)
- I lancieri neri, dirigido por Giacomo Gentilomo (1962)
- 8½, dirigido por Federico Fellini (1963)
- Édipo em dois pontos, dirigido por Maner Lualdi (1966)

## Televisão
- Corrupção no Palácio da Justiça de Ugo Betti, dirigido por Ottavio Spadaro (1966)
- O jardim de cerejeira Chekhov
- Os nervos de Chekhov

## Honras e prêmios
- Comendador e posteriormente Grande Oficial da República, nomeado pelo Presidente da República Italiana Luigi Einaudi .
- Prêmio Vallecorsi para Fabriano.
- Medalha de ouro na carreira AGIS.
- Medalha de ouro do antigo teatro de Siracusa em reconhecimento às interpretações do drama grego clássico.
- Prêmio Renato Simoni "Uma vida para o Teatro".